# Herz-Jesu-Basilika (Atlanta)

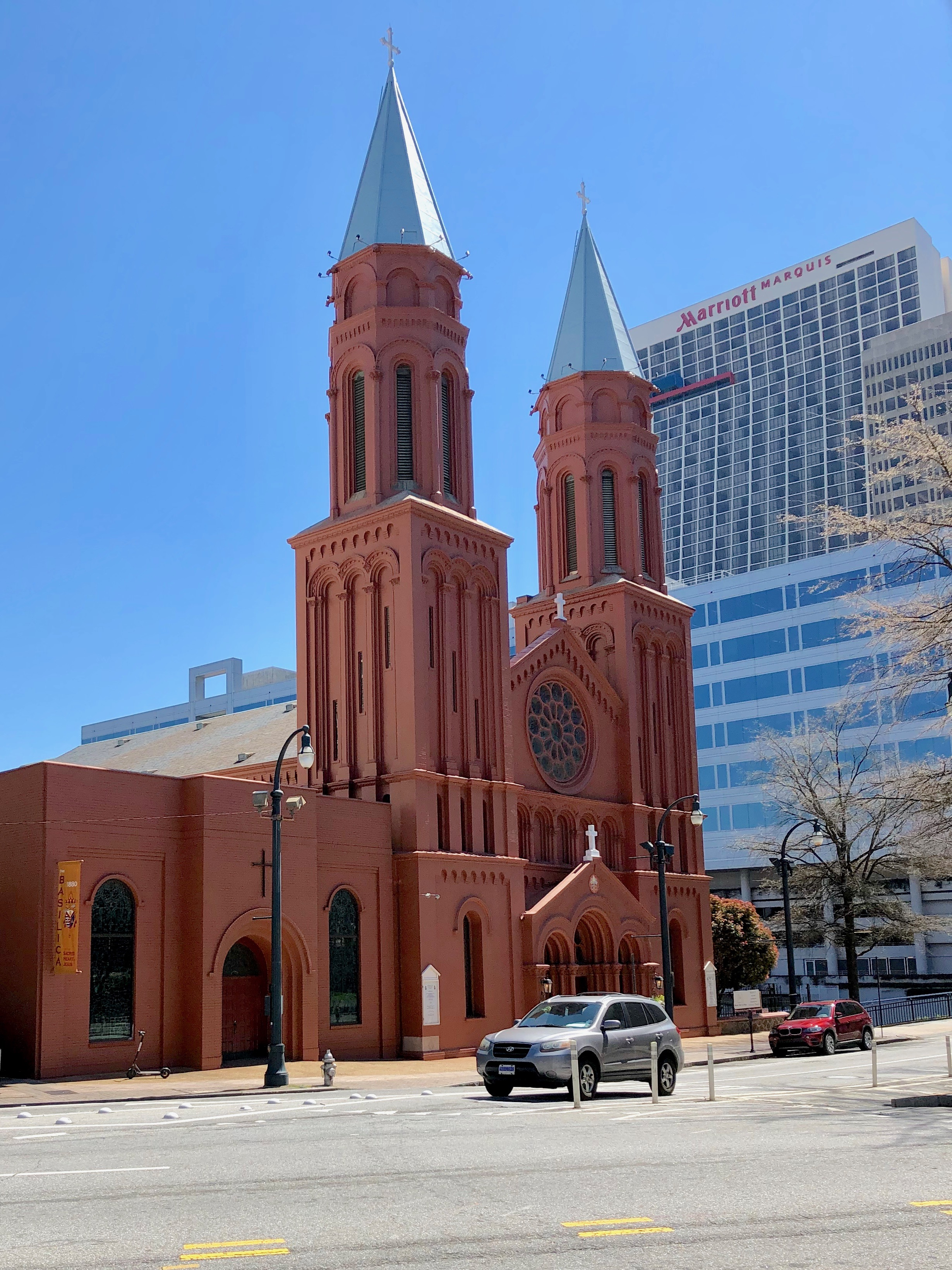
Herz-Jesu-Basilika

Die Herz-Jesu-Basilika (englisch Basilica of the Sacred Heart) ist eine römisch-katholische Kirche in Atlanta, Vereinigte Staaten. Die Kirche des Erzbistums Atlanta wurde 1898 im neoromanischen Stil gebaut, sie wurde 1976 zum historischen Denkmal erklärt und 2010 zur Basilica minor erhoben.

## Geschichte
Die Pfarrei wurde 1880 gegründet und war ursprünglich nach den Aposteln St. Peter und Paul benannt. Die erste hölzerne Kirche stand 12 Blöcke entfernt von der heutigen. Mit dem Wachstum der Stadt wurde 1897 der Bau der neuen Kirche beauftragt. Die 1898 fertiggestellte Kirche erhielt das neue Patrozinium Heiligstes Herz Jesu. Die Kirche wurde 1920 feierlich geweiht. Zu dieser Zeit kümmerten sich die Maristenpatres um die Pfarrei, deren Missionsgebiet große Teile von Nord-Georgia umfasste.

## Bauwerk
Der Architekt Walter T. Downing entwarf eine dreischiffige Basilika im aus Frankreich inspirierten neuromanischen Stil. Die aus Ziegelsteinen und Terrakotta errichtete Kirche erhielt eine Doppelturmfassade, zwischen den in der oberen Etage achteckigen Türmen öffnet sich ein Rosettenfenster.
Bedeutsamer Teil der Kirchenausstattung sind die 28 Glasfenster, die 1902 bei der Mayer’sche Hofkunstanstalt in München geschaffen wurden. Die heutige Orgel wurde 2002 in Montreal als Opus 3823 von Casavant Frères geschaffen und zu Weihnachten geweiht. Über drei 3 Manuale können 46 Register bespielt werden.